# امپوریس (شهر)
امپوریس (به کاتالان: Empúries [əmˈpuɾiəs]) یک شهر یونان باستان در سواحل مدیترانه در کاتالونیا، اسپانیا بود. این شهر Ἐμπόριον (یونانی: Ἐμπόριον) به معنی محل تجارت نامیده می‌شد و در سال ۵۷۵ قبل از میلادتوسط یونانیان اهل فوکیا تأسیس شد. در سال ۲۱۸ قبل از میلاد، پس از حمله به گال از ایبریا توسط هانیبال، ژنرال کارتاژی، شهر توسط رومیان (به لاتین :Emporiae) اشغال شد. در اوایل قرون وسطی، موقعیت ساحلی آشکار شهر، آن را به روی غارتگران باز گذاشت و شهر رها شد.
بقایای امپوریس در کمارکای کاتالان، آلت امپوردا، کوستا براوا قرار دارد. ویرانه‌ها در میانه راه بین شهر لا اسکالا و روستای کوچک سانت مارتی د امپوریس قرار دارد.

## تاریخچه

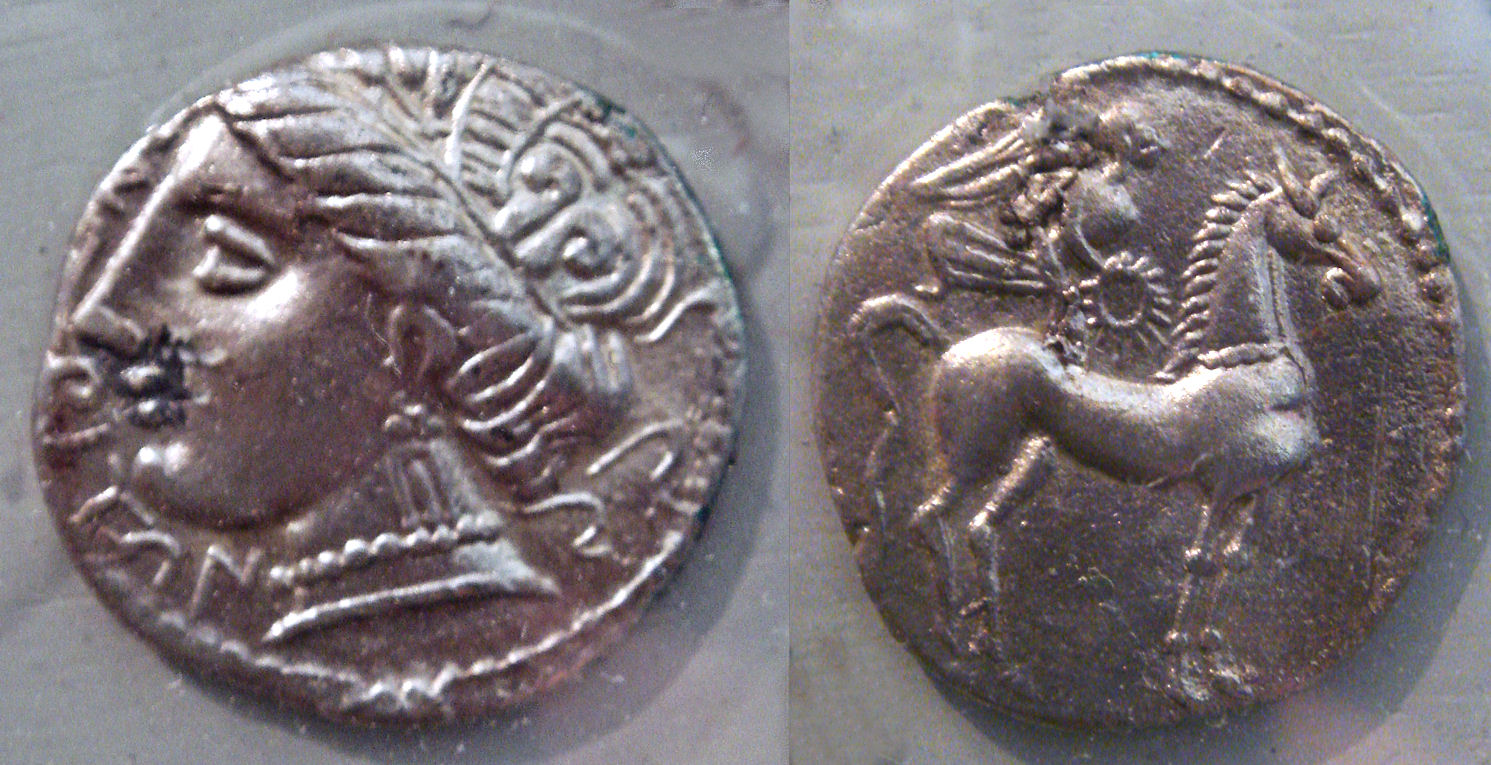
سکه‌های امپوریایی، قرن ۵–۱ قبل از میلاد.

امپوریس در یک جزیره کوچک در دهانه رودخانه فلویا است. این شهر در سال ۵۵۰ پ‌م به نام پالایاپولیس، «شهر قدیمی» شناخته شده بود و ساکنان از سرزمین یونان به آنجا نقل مکان کردند و نئاپولیس، «شهر جدید» را ایجاد کردند.
پس از فتح فوکیا توسط کوروش کبیر، پادشاه پارسیان، در سال ۵۳۰ قبل از میلاد جمعیت شهر جدید به‌طور قابل توجهی به خاطر هجوم پناهندگان افزایش یافت. در مواجهه با فشار شدید کارتاژ، شهر توانست شخصیت یونانی مستقل خود را حفظ کند. قراردادهای سیاسی و تجاری با جمعیت بومی که مدت‌ها در شهر مجاور ایندیکا ساکن بودند، منعقد شد. این شهر در مسیر تجاری ساحلی بین شهر یونانی‌نشین ماسالیا (مارسی کنونی) و تارتسوس در جنوب هیسپانیا قرار داشت و به یک مرکز اقتصادی و تجاری بزرگ تبدیل شد و همچنین بزرگ‌ترین مستعمره یونانی در شبه جزیره ایبری بود.
در طول جنگ‌های پونیک، امپوریس با روم متحد شد و پوبلیوس کورنلیوس سیپیون در سال ۲۱۸ قبل از میلاد از طریق این شهر، با فرستادن برادرش گنائوس کورنلیوس سیپیون کالوس به همراه سربازان رومی به آنجا، شروع به فتح هیسپانیا کرد.
پس از فتح هیسپانیا توسط رومیان، امپوریس یک دولت شهر مستقل باقی ماند. با این حال، در جنگ داخلی بین پومپه و ژولیوس سزار، سوی پومپیوس را گرفت و پس از شکست او از امتیاز خودمختاری سلب شد. یک کُلونی از کهنه سربازان رومی، به نام امپوریائه، در نزدیکی اندیکا برای کنترل منطقه ایجاد شد.

از آن زمان به بعد، امپوریس شروع به افول کرد، و تحت شعاع قدرت تاراکو (تاراگونا کنونی) و بارسینو (بارسلونا کنونی) قرار گرفت. در پایان قرن سوم این شهر به یکی از اولین شهرهای اسپانیا تبدیل شد که مبشران مسیحی را پذیرفت. در همین قرن شهر یونانی متروکه شد ولی شهر رومی به عنوان ضرابخانه و مقر تشریفاتی یک شهرستان ساحلی به نام کاستیو د امپوریس تا زمان یورش وایکینگ‌ها در اواسط قرن نهم باقی بود. ضرب سکه دوباره تحت نظر هیو دوم امپوریس (۱۰۷۸–۱۱۱۷) آغاز شد.

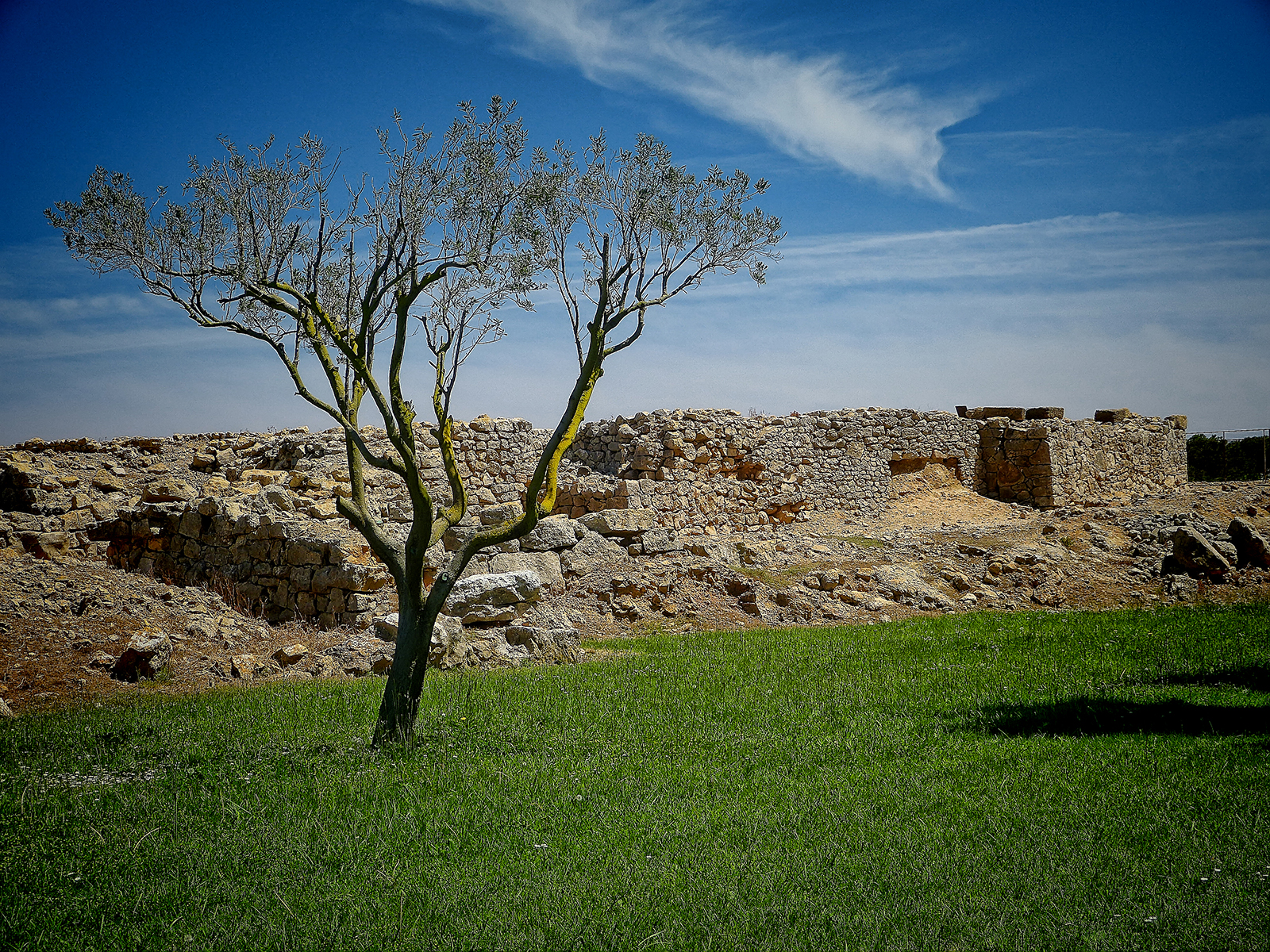
بقایای باستان شناسی
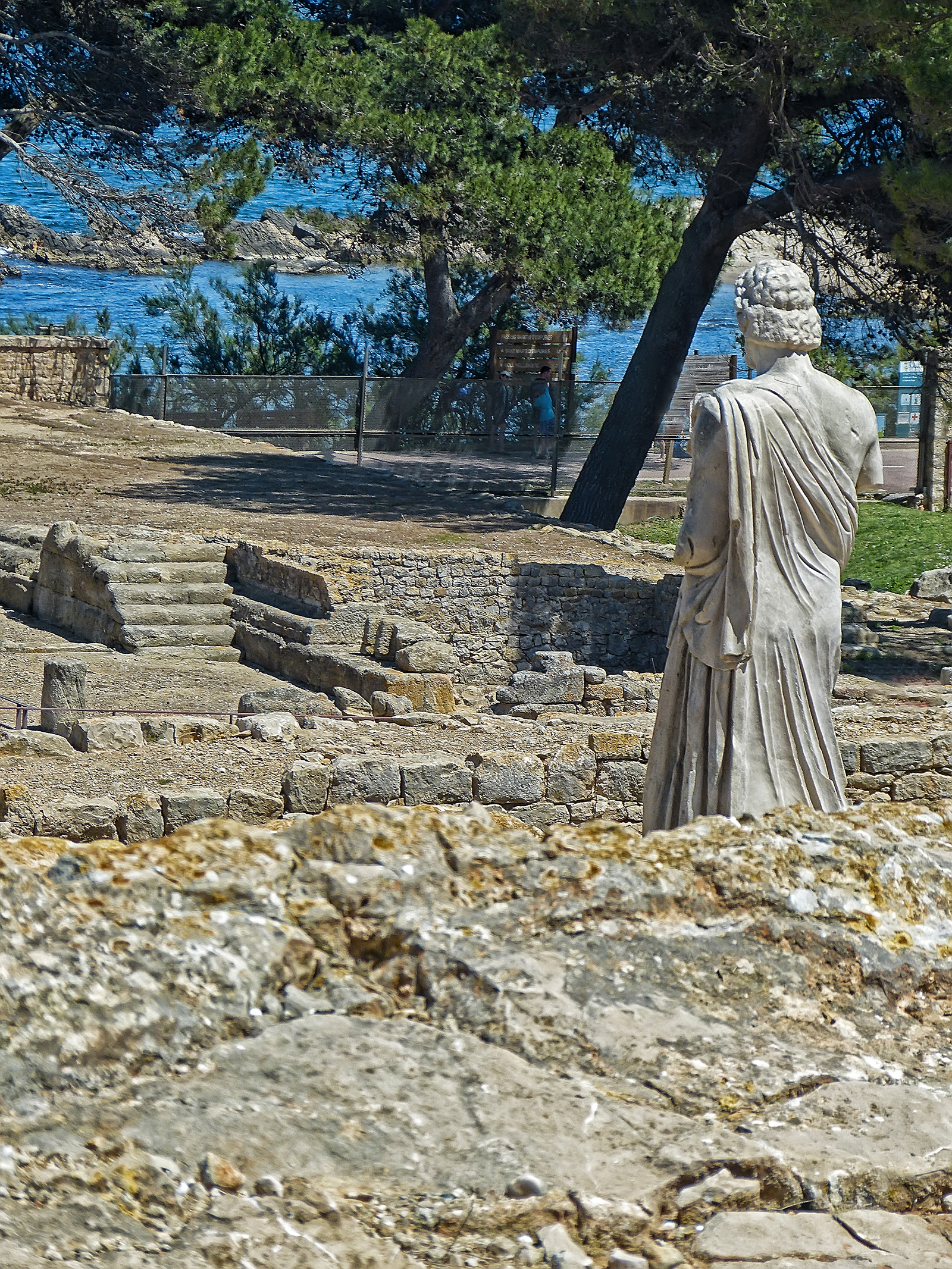
بقایای باستان‌شناسی با بازتولید اسکلپیوس
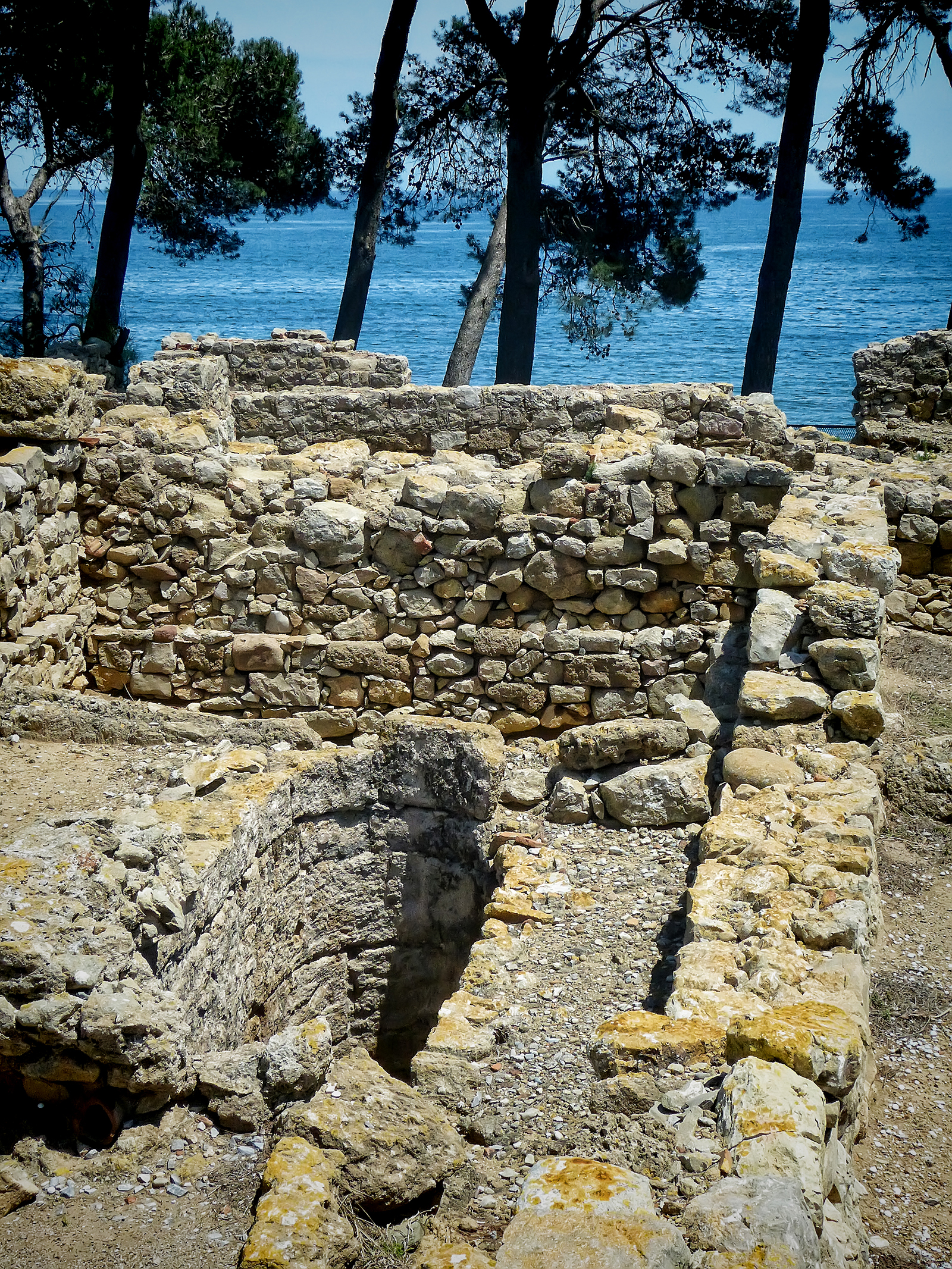
بقایای آب انبار
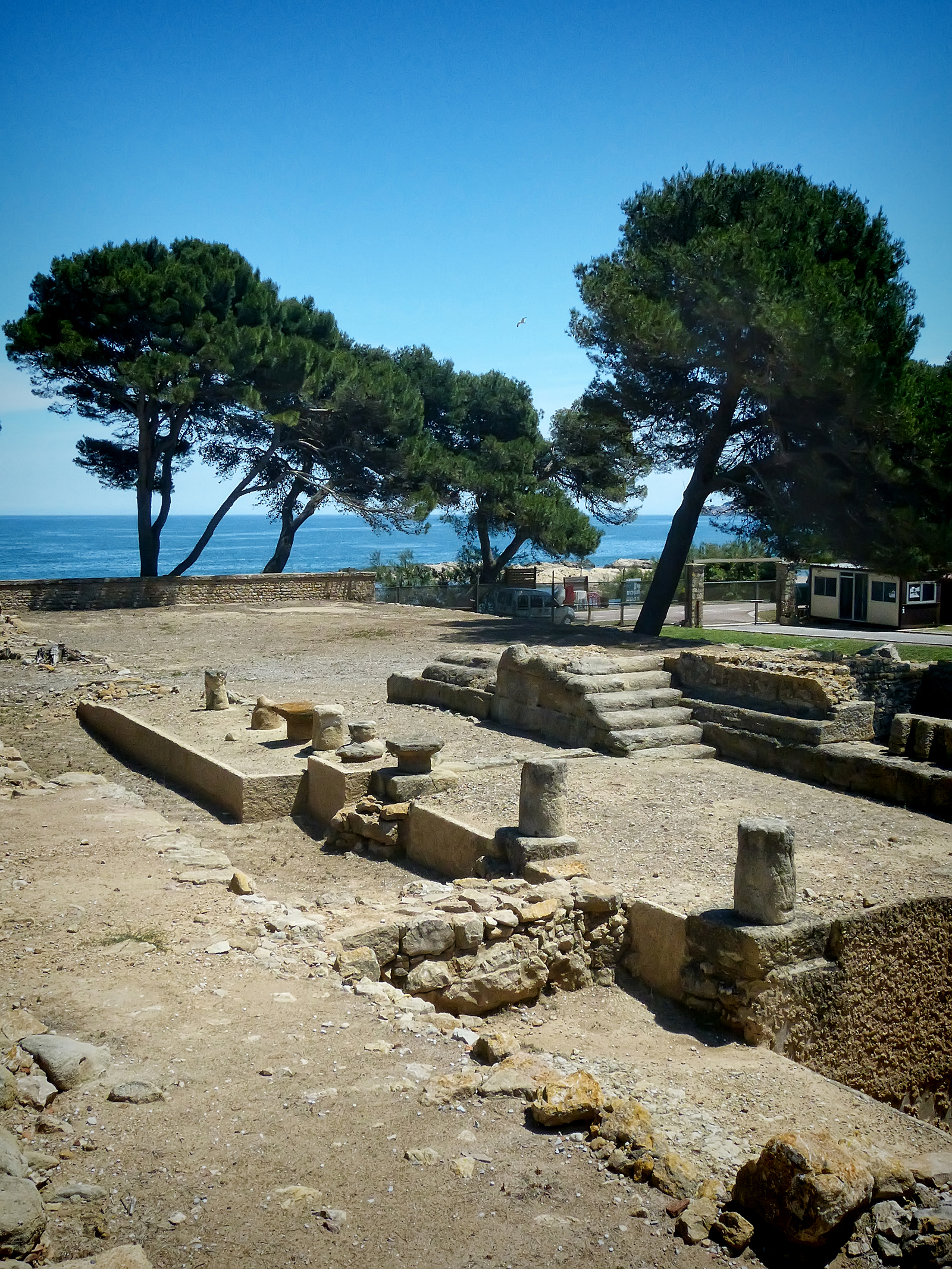
بقایای معبد یونانی به سراپیس
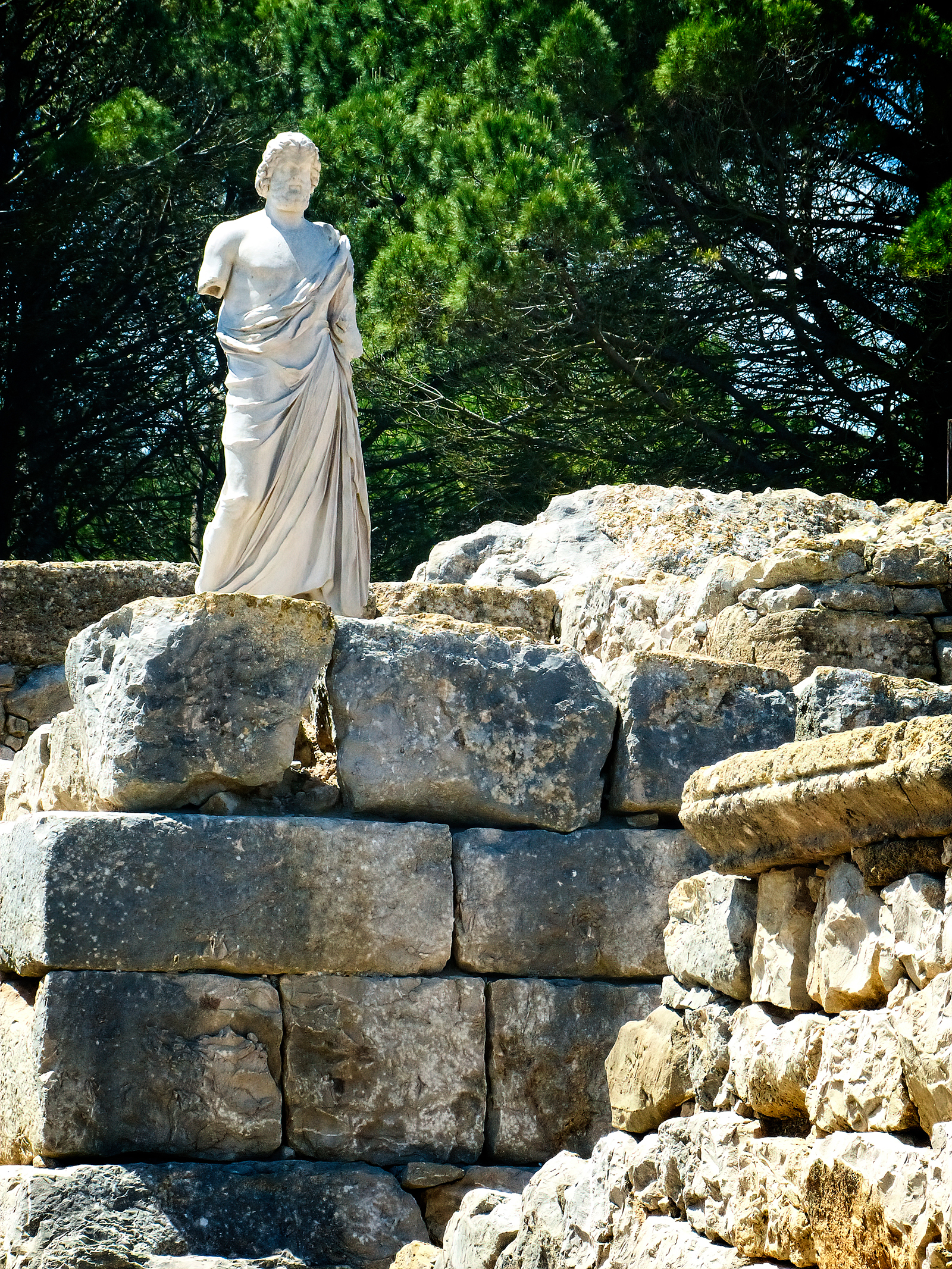
بازتولید مجسمه Aesclepius بر روی بقایای یک بارو یونانی
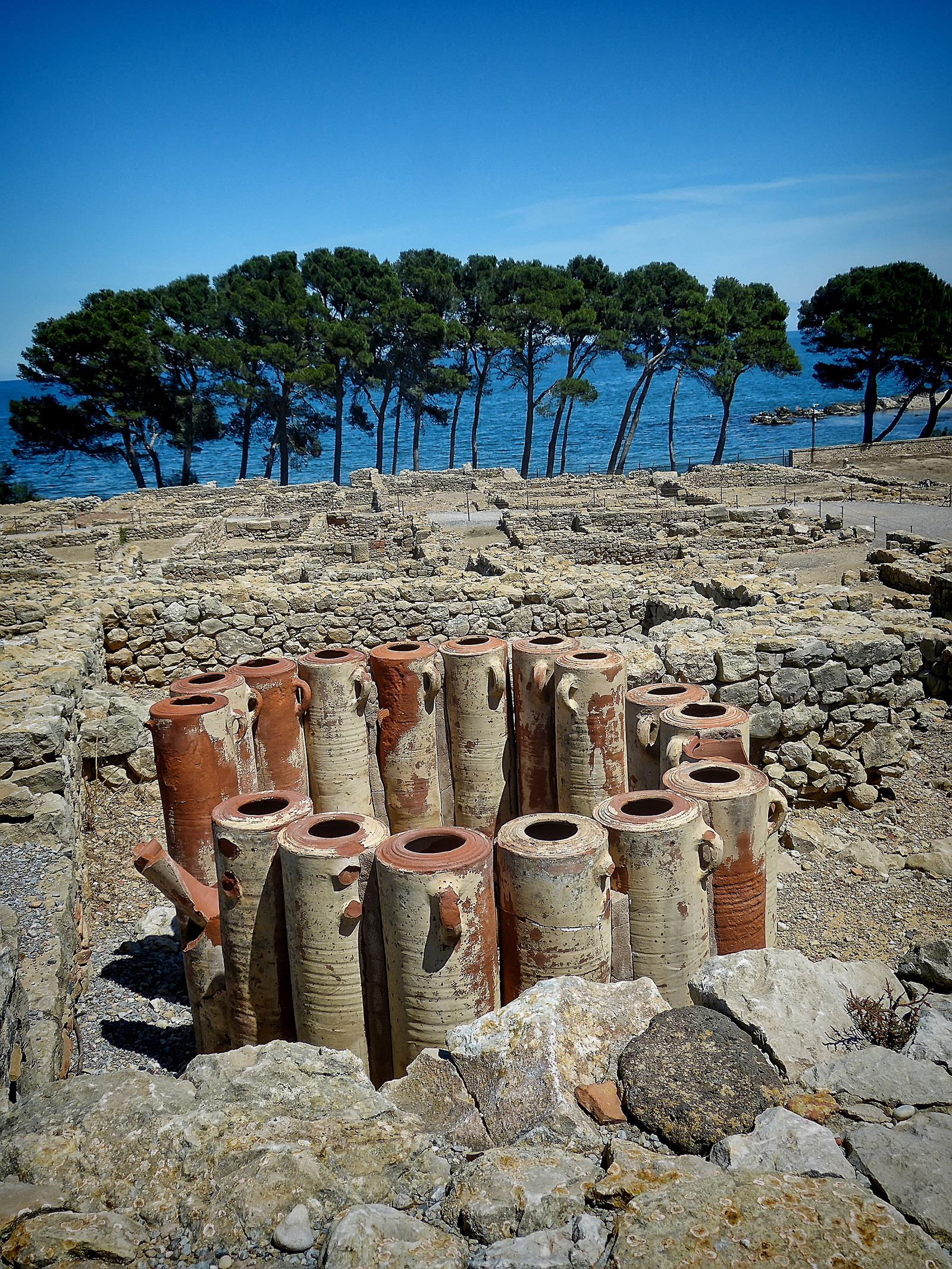
لوله‌های تصفیه آب باستانی

## نکروپولیس (گورستان)
گورستان امپوریس برای مدت طولانی، از قرن هفتم قبل از میلاد تا قرون وسطی مورد استفاده قرار گرفته، اما بسیاری از مقبره‌ها غارت شده‌اند. مارتین آلماگرو باش دو کتاب در این باره نوشت که تمام داده‌ها را در مورد اکثر گورستان‌های منطقه جمع‌آوری کرد. چهار دوره در این ناحیه وجود دارد: یونان اولیه و ایبری، اواخر جمهوری روم، اوایل امپراتوری روم و اواخر امپراتوری روم.

## موزه باستان‌شناسی کاتالونیا
شعبه موزه باستان‌شناسی کاتالونیا در امپوریس (MAC-Empúries) به بازدیدکنندگان تجربه تماس مستقیم با بقایای باستان‌شناسی آنجا را ارائه می‌دهد. بازدید از شهر یونانی و شهر رومی با گشت و گذار در موزه تکمیل می‌شود، که اشیایی را از تاریخ سایت که در سال‌های حفاری در امپوریس کشف شده‌اند به نمایش گذاشته است.